# Neochromaphis carpinicola
Neochromaphis carpinicola är en insektsart. Neochromaphis carpinicola ingår i släktet Neochromaphis och familjen långrörsbladlöss. Inga underarter finns listade i Catalogue of Life.